# Герд Трунчка
Герд Трунчка (нім. Gerd Truntschka, нар. 10 вересня 1958, Ландсгут) — німецький хокеїст, що грав на позиції центрального нападника. Учасник чотирьох Олімпіад. Восьмиразовий чемпіон Німеччини.

## Ігрова кар'єра
Вихованець хкейного клубу «Ландсгут». У складі юнацької збірної Німеччини виступав на чемпіонаті Європи 1976 року, у складі молодіжної збірної — на світових перостях 1977 і 1978 років. 1978 року був обраний на драфті НХЛ під 200-м загальним номером клубом «Сент-Луїс Блюз».
Протягом професійної клубної ігрової кар'єри, що тривала 20 років, захищав кольори команд «Ландсгут», «Кельнер Гайє», «Дюссельдорф ЕГ», «Хедос» (Мюнхен). З середини 80-х його партнером був Дітер Геген. Здебільшого Трунчка розпочинав атаку, а Геген — її завершував влучним кидком. Найкращий асистент в історії німецької хокейної ліги — 943 результативні передачі і другий по кількості набраних очок — 1420 (на вісім пунктів більше у Еріка Кюнгакля). П'ять разів визнавався найкращим гравцем Німеччини.
У складі збірної Німеччини виступав на чотирьох Олімпіадах: 1980 (Лейк-Плесід), 1984 (Сараєво), 1988 (Калгарі), 1992 (Альбервіль); дев'яти чемпіонатах світу і Кубку Канади 1984 року. На чемпіонаті світу 1987 року у Відні був обраний до символічної збірної турніру. На головних турнірах світового хокею провів 109 ігор, а всього у складі національнії команди — 215 (51 гол).

## Досягнення
- Чемпіон Німеччини (8): 1984, 1986, 1987, 1988, 1990, 1991, 1992, 1994
- Найкращий хокеїст Німеччини (5): 1984, 1987, 1988, 1990, 1991
- Символічна збірна за підсумками сезону в Німеччині (6): 1986, 1987, 1988, 1989, 1990, 1992
- Член Зали слави німецького хокею

## Статистика
Статистика клубних виступів:
| Сезон               | Клуб                | Ліга                | Регулярний сезон | Регулярний сезон | Регулярний сезон | Регулярний сезон | Регулярний сезон | Плей-оф | Плей-оф | Плей-оф | Плей-оф | Плей-оф |
| Сезон               | Клуб                | Ліга                | І                | Г                | П                | О                | ШХ               | І       | Г       | П       | О       | ШХ      |
| ------------------- | ------------------- | ------------------- | ---------------- | ---------------- | ---------------- | ---------------- | ---------------- | ------- | ------- | ------- | ------- | ------- |
| 1975–76             | «Ландсгут»          | Бундесліга          | 23               | 12               | 6                | 18               | 8                | —       | —       | —       | —       | —       |
| 1976–77             | «Ландсгут»          | Бундесліга          | 46               | 33               | 25               | 58               | 36               | —       | —       | —       | —       | —       |
| 1978–79             | «Ландсгут»          | Бундесліга          | 49               | 52               | 54               | 106              | 49               | —       | —       | —       | —       | —       |
| 1979–80             | «Кельнер Гайє»      | Бундесліга          | 44               | 38               | 45               | 83               | 84               | —       | —       | —       | —       | —       |
| 1980–81             | «Кельнер Гайє»      | Бундесліга          | 43               | 20               | 53               | 73               | 56               | —       | —       | —       | —       | —       |
| 1981–82             | «Кельнер Гайє»      | Бундесліга          | 44               | 40               | 59               | 99               | 59               | 8       | 6       | 10      | 16      | 4       |
| 1982–83             | «Кельнер Гайє»      | Бундесліга          | 30               | 17               | 40               | 57               | 18               | 9       | 2       | 10      | 12      | 20      |
| 1983–84             | «Кельнер Гайє»      | Бундесліга          | 42               | 22               | 57               | 79               | 61               | 8       | 4       | 4       | 8       | 14      |
| 1984–85             | «Кельнер Гайє»      | Бундесліга          | 36               | 22               | 35               | 57               | 37               | 9       | 6       | 8       | 14      | 18      |
| 1985–86             | «Кельнер Гайє»      | Бундесліга          | 35               | 14               | 54               | 68               | 24               | 10      | 2       | 15      | 17      | 12      |
| 1986–87             | «Кельнер Гайє»      | Бундесліга          | 45               | 16               | 49               | 65               | 53               | —       | —       | —       | —       | —       |
| 1987–88             | «Кельнер Гайє»      | Бундесліга          | 35               | 21               | 48               | 69               | 18               | 11      | 5       | 6       | 11      | 27      |
| 1988–89             | «Кельнер Гайє»      | Бундесліга          | 33               | 25               | 49               | 74               | 36               | 9       | 4       | 8       | 12      | 16      |
| 1989–90             | «Дюссельдорф»       | Бундесліга          | 36               | 9                | 40               | 49               | 60               | —       | —       | —       | —       | —       |
| 1990–91             | «Дюссельдорф»       | Бундесліга          | 44               | 19               | 63               | 82               | 40               | 11      | 10      | 23      | 33      | 14      |
| 1991–92             | «Дюссельдорф»       | Бундесліга          | 43               | 18               | 67               | 85               | 53               | 3       | 2       | 3       | 5       | 4       |
| 1992–93             | «Хедос» (Мюнхен)    | Бундесліга          | 4                | 0                | 3                | 3                | 2                | —       | —       | —       | —       | —       |
| 1993–94             | «Хедос» (Мюнхен)    | Бундесліга          | 40               | 11               | 33               | 44               | 49               | 10      | 6       | 10      | 16      | 10      |
| Всього в Бундеслізі | Всього в Бундеслізі | Всього в Бундеслізі | 707              | 408              | 793              | 1201             | 777              | 88      | 47      | 97      | 144     | 139     |

У складі національної збірної:
| Рік                | Команда            | Турнір             | І   | Г  | П  | О  | ШХ  |
| ------------------ | ------------------ | ------------------ | --- | -- | -- | -- | --- |
| 1976               | ФРН                | ЮЧЄ                | 4   | 2  | 7  | 9  | 6   |
| 1977               | ФРН                | МЧС                | 7   | 4  | 5  | 9  | 8   |
| 1978               | ФРН                | МЧС                | 6   | 7  | 3  | 10 | 12  |
| 1979               | ФРН                | ЧС                 | 8   | 2  | 2  | 4  | 6   |
| 1980               | ФРН                | ОІ                 | 5   | 3  | 3  | 6  | 9   |
| 1982               | ФРН                | ЧС                 | 7   | 2  | 3  | 5  | 8   |
| 1983               | ФРН                | ЧС                 | 10  | 2  | 4  | 6  | 6   |
| 1984               | ФРН                | ОІ                 | 6   | 1  | 1  | 2  | 8   |
| 1984               | ФРН                | КК                 | 5   | 1  | 2  | 3  | 4   |
| 1986               | ФРН                | ЧС                 | 10  | 4  | 6  | 10 | 14  |
| 1987               | ФРН                | ЧС                 | 10  | 3  | 8  | 11 | 13  |
| 1988               | ФРН                | ОІ                 | 8   | 3  | 7  | 10 | 10  |
| 1989               | ФРН                | ЧС                 | 10  | 3  | 3  | 6  | 14  |
| 1990               | ФРН                | ЧС                 | 10  | 4  | 6  | 10 | 15  |
| 1992               | ФРН                | ОІ                 | 7   | 2  | 5  | 7  | 6   |
| 1992               | ФРН                | ЧС                 | 7   | 0  | 6  | 6  | 4   |
| 1993               | ФРН                | ЧС                 | 6   | 1  | 3  | 4  | 6   |
| Молодіжна збірна   | Молодіжна збірна   | Молодіжна збірна   | 17  | 13 | 15 | 28 | 26  |
| Національна збірна | Національна збірна | Національна збірна | 109 | 31 | 59 | 90 | 123 |